# Аудіовізуальний твір
Аудіовізуальний твір — твір, записаний на (кіноплівці, магнітній плівці, магнітному або компакт диску, телефоні, смартфоні, тощо) у вигляді серії послідовних кадрів (зображень), аналогових або дискретних сигналів, що відображають рухомі зображення (як із звуковим супроводом, так і без нього), сприйняття котрого можливе виключно за допомогою того чи іншого виду екрану. Таким чином, аудіовізуальним твором є послідовність кадрів (але не окремі кадри).
Видами аудіовізуального твору є кінофільми, телефільми, відеофільми, діафільми, слайдфільми, та інші, котрі можуть бути ігровими, анімаційними (мультиплікаційними) тощо.

## Інтелектуальна власність

### Авторство
Аудіовізуальний твір є продуктом колективної творчості. У створенні такого твору беруть участь режисер, сценарист, кінооператор, звукооператор, композитор, художники, актори, виконавці та інші творчі робітники. Кожний з них створює свій твір, на котрий він має авторське (виконавче) право, але усі разом вони утворюють об'єкт авторського права аудіовізуальний твір. Відповідно до законодавства України авторами аудіовізуального твору є:
- режисер-постановник;
- автор сценарію та/або текстів, діалогів;
- автор музичного твору, що спеціально створений для даного аудіовізуального твору;
- художник-постановник;
- оператор-постановник.

На відміну від авторства на інші твори, індивідуальне авторство будь-кого з авторів аудіовізуального твору (фільму) встановити неможливо. Але оскільки фільм є цілісним твором, то розпоряджатися усіма вхідними до нього результатами творчої діяльності повинна одна особа. Зазвичай такою особою є продюсер фільму, або організація, що здійснювала виробництво фільму (така організація називається продюсерською компанією).Т

### Право на використання
Для правомірного використання частини аудіовізуального твору необхідно мати відповідний дозвіл від правовласника авторських прав на цей аудіовізуальний твір. Але це є вірним тільки у випадку, коли такою частиною є послідовність кадрів, а не окремий кадр.
Отримати дозвіл на використання окремого кадру аудіовізуального твору можна в особи, що здійснювала зйомку фільму, тобто у кінооператора, тому що окремий кадр не є частиною аудіовізуального твору. Якщо у кадрі міститься зображення актора, то його дозвіл на використання його власного зображення є також необхідним. Слід зазначити, що права на використання окремого кадру та зображення актора можуть бути передані продюсеру (продюсерській компанії) за договором про створення аудіовізуального твору.